# Соціальна країна
Соціальна країна – це українська платформа соціального краудфандингу, створена для підтримки та розвитку громадських ініціатив. Мета платформи полягає в мобілізації людей, об'єднанні зусиль задля вирішення соціальних проблем та покращення умов життя місцевих громад.
Платформа спрямована на тих, хто прагне залучити додаткові ресурси для своїх соціальних ідей та проєктів. Вона дозволяє оцінити та показати реальний інтерес до ідеї, отримати взаємодію зі спільнотою та зібрати кошти.
Платформа співпрацює з громадськими ЗМІ які надають можливість презентувати запропоновану ідею у прямому ефірі, забезпечуючи додатковий рівень підтримки та отримання зворотного зв’язку від аудиторії.
Якщо запропонована ідея, отримає позитивний відгук від спільноти, підключається можливість залучення коштів (донатів), які передаються безпосередньо авторам ідеї.
Соціальна країна є важливим інструментом для розвитку соціальних ініціатив в Україні. Вона сприяє активізації громадян, підтримує важливі проєкти та об'єднує зусилля навколо спільних соціальних починань.

## Функціонал та можливості
- Презентація проєктів: Платформа надає можливість користувачам презентувати свої проєкти на суспільних ЗМІ, що підвищує видимість і підтримку.
- Збір коштів: Користувачі можуть збирати кошти для реалізації своїх ідей, залучаючи підтримку від спільноти.
- Обмін ідеями: Інтерактивна можливість для обговорення та зворотного зв’язку, що допомагає вдосконалити проєкти.
- Допомога в реалізації: Після успішного збору коштів проєкти отримують підтримку у реалізації та звітуванні.

## Приклади соціальних проєктів
Фермерська батьківщина: шлях України до продовольчої незалежності
Проєкт пропонує конкретні шляхи реалізації ідей, які мають на меті створення нових робочих місць в сільських районах. Це, у свою чергу, сприятиме залученню громад до активної участі у процесі вирощування продуктів харчування, забезпечуючи їхній соціально-економічний розвиток. Особлива увага приділяється приватним садибам та малим фермерським господарствам, які зіштовхуються з проблемами збуту своєї продукції.
AI-застосунок що дарує голос дітям які не можуть говорити
Використовуючи штучний інтелект та технологію відстеження погляду, діти зможуть висловлювати свої думки, потреби та емоції швидко й легко.
Ваш помічник у виборі здорового харчування
Цей проєкт стане незамінним для тих, хто піклується про своє здоров'я і не хоче купувати продукти з небезпечними харчовими добавками, синтетичними барвниками чи замінниками. Він також ідеально підійде для людей, які дотримуються певної дієти з медичних чи інших причин.
Створення безперешкодного доступу до львівської лікарні для осіб з фізичними обмеженнями
Щоб забезпечити безперешкодний доступ для осіб з фізичними особливостями, зокрема інвалідів, людей похилого віку, травмованих, поранених та інших осіб до поліклініки, ми плануємо реорганізувати вхідну зону поліклініки.
Створення сучасного парку відпочинку «Launge Park»
Реалізація задуму передбачає комплексне облаштування місцевого парку: від створення арт-зони для проведення майстер-класів, концертів та фестивалів, до зон активного відпочинку із дитячими та спортивними майданчиками, біговими та велосипедними доріжками.
Забезпечення дотримання принципів безбар’єрності та інклюзії при наданні медичної допомоги
Метою проєкту є покращення здоров'я населення шляхом забезпечення рівного доступу до якісних медичних послуг через впровадження телемедицини. Проєкт передбачає організацію телеконсультацій, які дозволять лікарям надавати рекомендації колегам та консультувати пацієнтів онлайн, а також впровадження телемедичного обладнання для стаціонарних умов.